# فالكيرك (دائرة انتخابية في المملكة المتحدة)
فالكيرك (بالإنجليزية: Falkirk)‏ هي إحدى الدوائر الانتخابية في المملكة المتحدة وتتبع اسكتلندا الممثلة في مجلس العموم في برلمان المملكة المتحدة.
عضو البرلمان الذي يمثلها حالياً هو :Eric Joyce (Lab).